# McGuffey
McGuffey – wieś w USA, w hrabstwie Hardin, w stanie Ohio.
Liczba mieszkańców w 2000 roku wynosiła 522.

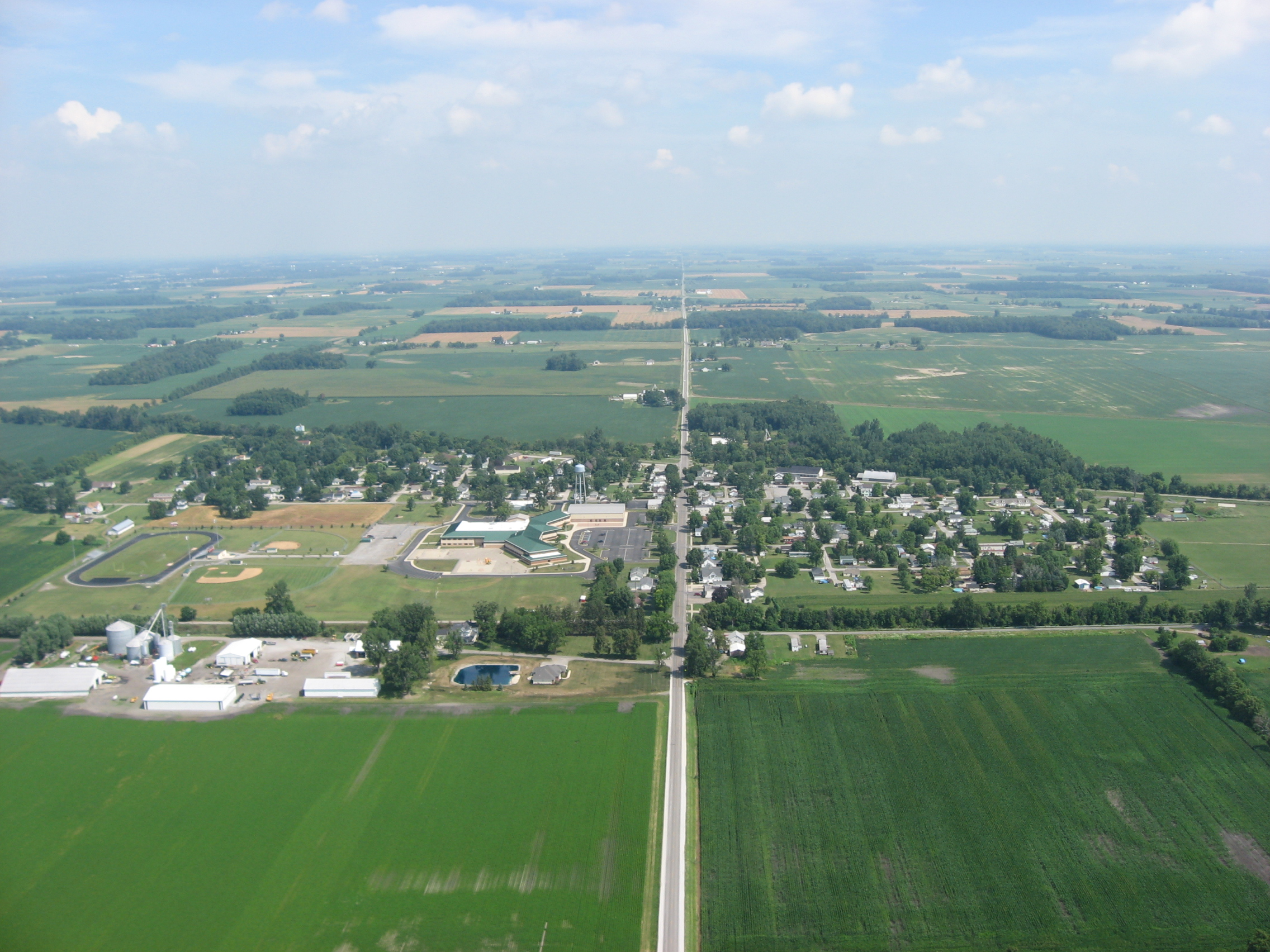
Miejscowe liceum – zdjęcie z lotu ptaka